# Dnyaneshwar Agashe
Dayaneshwar Chandrasekhar Agashe (* 17. April 1942 in Poona, Indien; † 2. Januar 2009 ebenda) war ein indischer Geschäftsmann, Cricketspieler, Cricket-Administrator und Philanthrop.

## Cricketkarriere
Zwischen 1962 und 1968 bestritt er 13 Frist-Class-Begegnungen als Wicket-Keeper-Batsman, unter anderem in der Ranji Trophy für Maharashtra, wobei ihm zwei Half-Centuries gelangen. Nach seiner aktiven Karriere betätigte er sich in der Cricket-Administration. So war er Chairman von Maharashtra und absolvierte zwei Amtszeiten als Vizepräsident des Board of Control for Cricket in India, wobei die zweite Amtszeit von 1995 bis 1999 stattfand.

## Geschäftsmann
Er war Vorsitzender und Geschäftsführer des Brihan Maharashtra Sugar Syndicate Ltd. nach seinem Bruder und seinem Vater Chandrashekhar Agashe. Er gründete 1969 die Suvarna Sahakari Bank.